# Tevita Pangai Junior

a Compétitions nationales et continentales officielles uniquement.

b Matchs officiels uniquement.
Tevita Pangai Junior, né le 4 février 1996 à Ashfield (Australie), est un joueur australien et international tongien de rugby à XIII évoluant aux postes de pilier, de deuxième ligne ou de troisième ligne dans les années 2010 et 2020. Il compte également quelques rencontres de boxe professionnelle.
Il pratique le rugby à XIII depuis son enfance et est rapidement repéré comme un espoir australien. Formé aux Newcastle Knights, il signe avant son entrée en lice en National Rugby League aux Brisbane Broncos disputant notamment une finale préliminaire de NRL en 2017. Au cours de la saison 2021, il s'engage sur un court contrat aux Penrith Panthers et remporte la NRL sans toutefois disputer la finale. Il signe ensuite en 2022 pour les Canterbury-Bankstown Bulldogs, quitte courant 2023 le rugby à XIII pour entamer une carrière en boxe professionnelle mais après seulement 5 combats décide de revenir au rugby à XIII en rejoignant en juin 2024 le récent club créé des Dolphins. En 2025, il change de championnat et annonce son départ pour le club français des Dragons Catalans en Super League.
Fort de ses performances en club dans les avants, Tevita Pangai Junior, ayant des origines tongiennes, dispute la Coupe du monde en 2017 avec les Tonga dont une demi-finale. Il connaît des victoires internationales contre la Nouvelle-Zélande et l'Australie. Il intègre également l'équipe de Nouvelle-Galles du Sud pour disputer le State of Origin en 2023.

## Palmarès
- Collectif : 
  - Vainqueur de la National Rugby League : 2021 (Penrith).

### Détails en sélection
| Matchs internationaux de Tevita Pangai Junior | Matchs internationaux de Tevita Pangai Junior | Matchs internationaux de Tevita Pangai Junior | Matchs internationaux de Tevita Pangai Junior | Matchs internationaux de Tevita Pangai Junior | Matchs internationaux de Tevita Pangai Junior | Matchs internationaux de Tevita Pangai Junior | Matchs internationaux de Tevita Pangai Junior | Matchs internationaux de Tevita Pangai Junior | Matchs internationaux de Tevita Pangai Junior | Matchs internationaux de Tevita Pangai Junior | Matchs internationaux de Tevita Pangai Junior |
|                                               | Date                                          | Adversaire                                    | Résultat                                      | Compétition                                   | Poste                                         | Points                                        | Essais                                        | Pen.                                          | Drops                                         |                                               |                                               |
| --------------------------------------------- | --------------------------------------------- | --------------------------------------------- | --------------------------------------------- | --------------------------------------------- | --------------------------------------------- | --------------------------------------------- | --------------------------------------------- | --------------------------------------------- | --------------------------------------------- | --------------------------------------------- | --------------------------------------------- |
| sous les couleurs des Tonga                   |                                               |                                               |                                               |                                               |                                               |                                               |                                               |                                               |                                               |                                               |                                               |
| 1.                                            | 11 novembre 2017                              | Nouvelle-Zélande                              | 28-22                                         | Coupe du monde                                | Remplaçant                                    | -                                             | -                                             | -                                             | -                                             |                                               |                                               |
| 2.                                            | 18 novembre 2017                              | Liban                                         | 24-22                                         | Coupe du monde                                | Remplaçant                                    | -                                             | -                                             | -                                             | -                                             |                                               |                                               |
| 3.                                            | 25 novembre 2017                              | Angleterre                                    | 18-20                                         | Coupe du monde                                | Remplaçant                                    | 4                                             | 1                                             | -                                             | -                                             |                                               |                                               |
| 4.                                            | 20 octobre 2018                               | Australie                                     | 16-34                                         | Test-match                                    | Deuxième ligne                                | 4                                             | 1                                             | -                                             | -                                             |                                               |                                               |
| 5.                                            | 22 juin 2019                                  | Nouvelle-Zélande                              | 14-34                                         | Test-match                                    | Deuxième ligne                                | -                                             | -                                             | -                                             | -                                             |                                               |                                               |
| 6.                                            | 2 novembre 2019                               | Australie                                     | 16-12                                         | Test-match                                    | Remplaçant                                    | 4                                             | 1                                             | -                                             | -                                             |                                               |                                               |

### Détails au State of Origin
| sous les couleurs de la Nouvelle-Galles du Sud |             |       |              |        |   |   |   |   |
| 1.                                             | 31 mai 2023 | 18-26 | Édition 2023 | Pilier | - | - | - | - |

### Détails en club
| Saison | Saison                        | Championnat           | Championnat  | Championnat | Championnat | Championnat | Championnat | Championnat | Sélection | Sélection | Sélection | Sélection | Sélection | Sélection | Sélection |
| Saison | Saison                        | Comp.                 | Class.       | M           | Pts         | Ess.        | Buts        | Dp.         | Comp.     | M         | Pts       | Ess.      | Buts      | Dp.       |           |
| ------ | ----------------------------- | --------------------- | ------------ | ----------- | ----------- | ----------- | ----------- | ----------- | --------- | --------- | --------- | --------- | --------- | --------- | --------- |
| 2016   | Brisbane Broncos              | National Rugby League | 2e tour      | 14          | 8           | 2           | -           | -           |           |           |           |           |           |           |           |
| 2017   | Brisbane Broncos              | National Rugby League | finale prél. | 18          | -           | -           | -           | -           | CM        | 3         | 4         | 1         | -         | -         |           |
| 2018   | Brisbane Broncos              | National Rugby League | 1er tour     | 22          | 20          | 5           | -           | -           |           | 1         | 4         | 1         | -         | -         |           |
| 2019   | Brisbane Broncos              | National Rugby League | 1er tour     | 18          | 8           | 2           | -           | -           |           | 2         | 4         | 1         | -         | -         |           |
| 2020   | Brisbane Broncos              | National Rugby League | 16e          | 9           | 8           | 2           | -           | -           |           |           |           |           |           |           |           |
| 2021   | Brisbane Broncos              | National Rugby League | 14e          | 15          | 12          | 3           | -           | -           |           |           |           |           |           |           |           |
| 2021   | Penrith Panthers              | National Rugby League | Vainqueur    | 6           | 8           | 2           | -           | -           |           |           |           |           |           |           |           |
| 2022   | Canterbury-Bankstown Bulldogs | National Rugby League | 12e          | 19          | 4           | 1           | -           | -           |           |           |           |           |           |           |           |
| 2023   | Canterbury-Bankstown Bulldogs | National Rugby League | 15e          | 17          | 4           | 1           | -           | -           |           |           |           |           |           |           |           |
| 2024   | Dolphins                      | National Rugby League | 10e          | 9           | 8           |             | -           | -           |           |           |           |           |           |           |           |
| 2025   | Dragons Catalans              | Super League          |              | 0           | -           | -           | -           | -           |           |           |           |           |           |           |           |